# 妻 (映画)

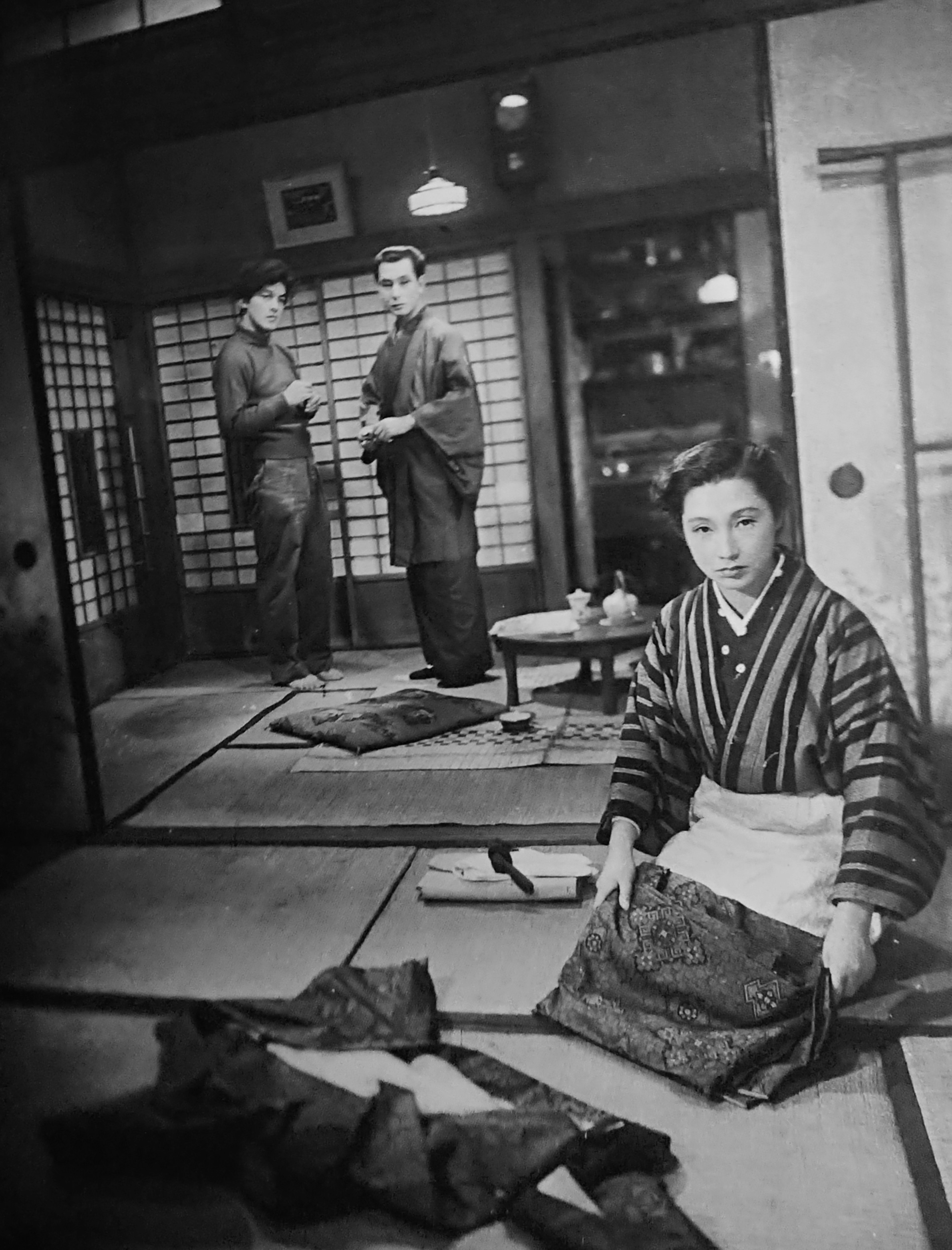
『妻』

『妻』（つま）は、1953年4月29日に公開された日本映画。監督は成瀬巳喜男。製作、配給は東宝。モノクロ、スタンダード。

## キャスト
- 中川十一：上原謙
- 中川美種子（十一の妻）：高峰三枝子
- 相良房子：丹阿弥谷津子
- 桜井節子：高杉早苗
- 松山栄子：中北千枝子
- 松山浩久（栄子の夫）：伊豆肇
- 新村良美：新珠三千代
- 谷村忠：三国連太郎
- 新村壮兵衛：石黒達也
- 新村妙子：坪内美子
- 鬼頭善一：谷晃
- 鬼頭はな：本間文子
- 栄子の母：馬野都留子
- 十一の上司：清水将夫
- 安双三枝
- 汽車の乗客：塩沢登代路
- 江幡秀子
- 中野俊子
- 木村貞子
- 小山英治
- 三井正吉
- 鉄一郎

## スタッフ
- 監督：成瀬巳喜男
- 製作：小林一三[要出典]
- 原作：林芙美子 『茶色の目』
- 脚本：井手俊郎
- 音楽：斎藤一郎
- 撮影：玉井正夫
- 美術：中古智
- 録音：三上長七郎
- 照明：森弘志
- 編集：大井英史
- チーフ助監督：川西正義
- 製作担当者：真木照夫
- 現像：東宝現像所
- プロデューサー：藤本真澄[要出典]
- エグゼクティブプロデューサー：森岩雄[要出典]